# Amsoldingen
Amsoldingen (toponimo tedesco) è un comune svizzero di 828 abitanti del Canton Berna, nella regione dell'Oberland (circondario di Thun).

## Geografia fisica
Il territorio di Amsoldingen comprende la totalità del Lago di Amsoldingen e parte del Lago di Uebeschi.

## Monumenti e luoghi d'interesse

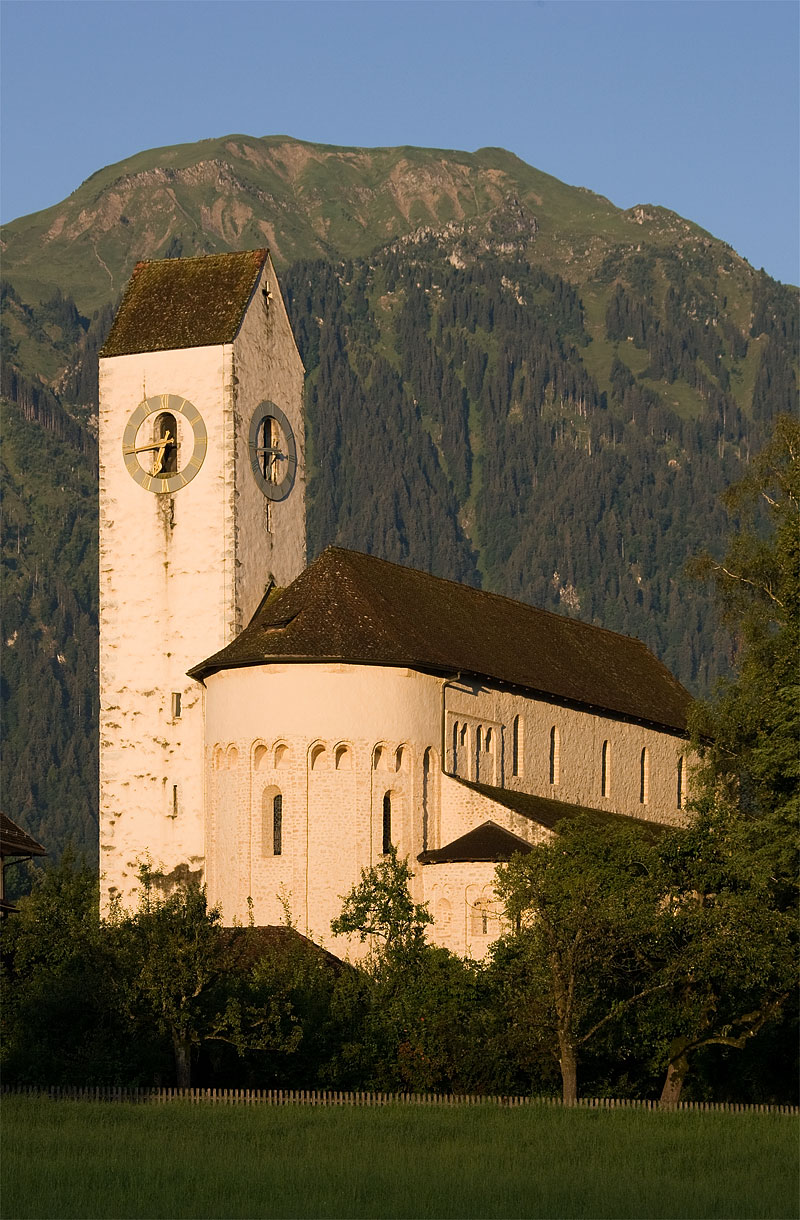
La chiesa riformata

- Chiesa riformata (già collegiata di San Maurizio), eretta nel 700 circa e ricostruita nel X-XI secolo[1];
- Castello di Amsoldingen[1].

## Società

### Evoluzione demografica
L'evoluzione demografica è riportata nella seguente tabella:
Abitanti censiti

## Amministrazione
Ogni famiglia originaria del luogo fa parte del cosiddetto comune patriziale e ha la responsabilità della manutenzione di ogni bene ricadente all'interno dei confini del comune.